# 藤原村
藤原村（ふじわらむら）は、大分県速見郡に存在した村。現在の日出町北部に位置する。

## 地理
- 川：八坂川

## 歴史
- 1875年（明治8年） - 速見郡北藤原村および南藤原村の合併により藤原村が発足する。
- 1889年（明治22年）4月1日 - 町村制施行により藤原村が単独村制を敷く。
- 1952年（昭和27年） - 山香町大字広瀬のうち下村地区の一部（清水）を編入する。

　＜経緯＞　東山香村大字広瀬は下村地区のうち清水は最南端にあたり、下村中心部とは自動車交通が不能であった。交通不便により児童の通学（東山香小学校）に難渋していたほか日常の買い物等も専ら日出町側に依存する状態であり、昭和26年の東山香村・中山香町・上村合併時においても清水集落住民の反対の声があったが、一旦は合併し山香町の一部となった。しかし交通不便の状態が解消されず同集落住民の請願は途絶えることがなく、合併後僅か1年で藤原村へと分離編入に相成った。
- 1954年（昭和29年）3月31日 - 日出町・豊岡町・川崎村・大神村と合併し、日出町が発足し、同日を以て藤原村は廃止となる。

## 交通

### 鉄道路線
日本国有鉄道日豊本線が村域内を通過していたが、駅は存在しなかった。

### 道路
- 国道10号